# Araneus cardioceros
Araneus cardioceros este o specie de păianjeni din genul Araneus, familia Araneidae, descrisă de Pocock, 1899.
Este endemică în Socotra. Conform Catalogue of Life specia Araneus cardioceros nu are subspecii cunoscute.